# Fjälostjärnarna
Fjälostjärnarna är varandra näraliggande sjöar i Bodens kommun i Norrbotten som ingår i Altersundets huvudavrinningsområde.
- Fjälostjärnarna (Överluleå socken, Norrbotten, 731927-177227), sjö i Bodens kommun, 65°51′27″N 21°46′31″Ö / 65.8574°N 21.7753°Ö
- Fjälostjärnarna (Överluleå socken, Norrbotten, 731936-177188), sjö i Bodens kommun, 65°51′31″N 21°46′01″Ö / 65.8586°N 21.767°Ö